# Майнерцгаген
Майнерцгаген (нім. Meinerzhagen) — місто в Німеччині, знаходиться в землі Північний Рейн-Вестфалія. Підпорядковується адміністративному округу Арнсберг. Входить до складу району Меркіш.
Площа — 115,18 км2. Населення становить 20 529 ос. (станом на 31 грудня 2020).

## Географії

### Сусідні міста та громади
Майнерцгаген межує з 7 містами / громадами:
- Кірспе
- Люденшайд
- Гершайд
- Марінгайде
- Аттендорн
- Гуммерсбах
- Дрольсгаген

## Галерея

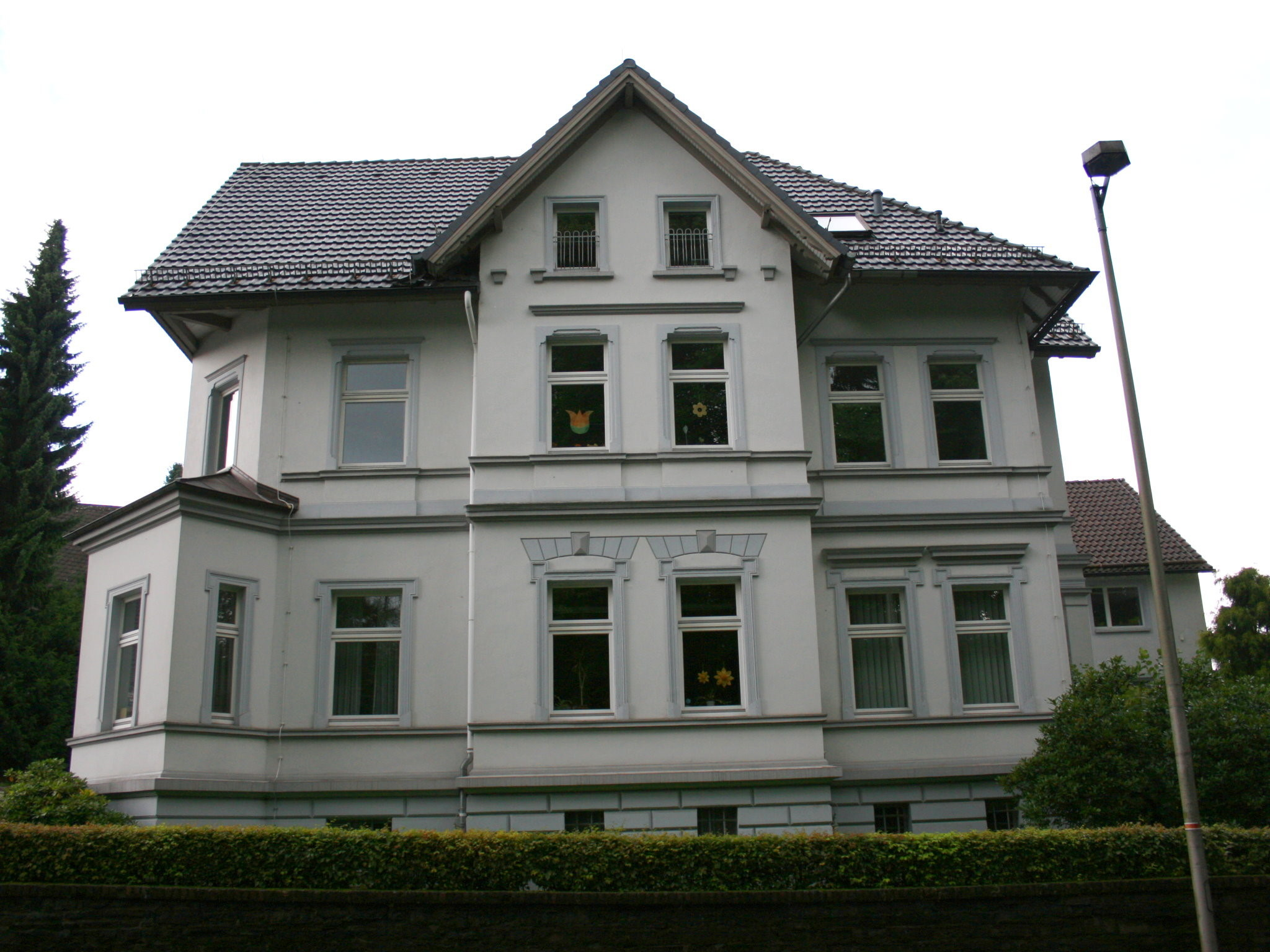
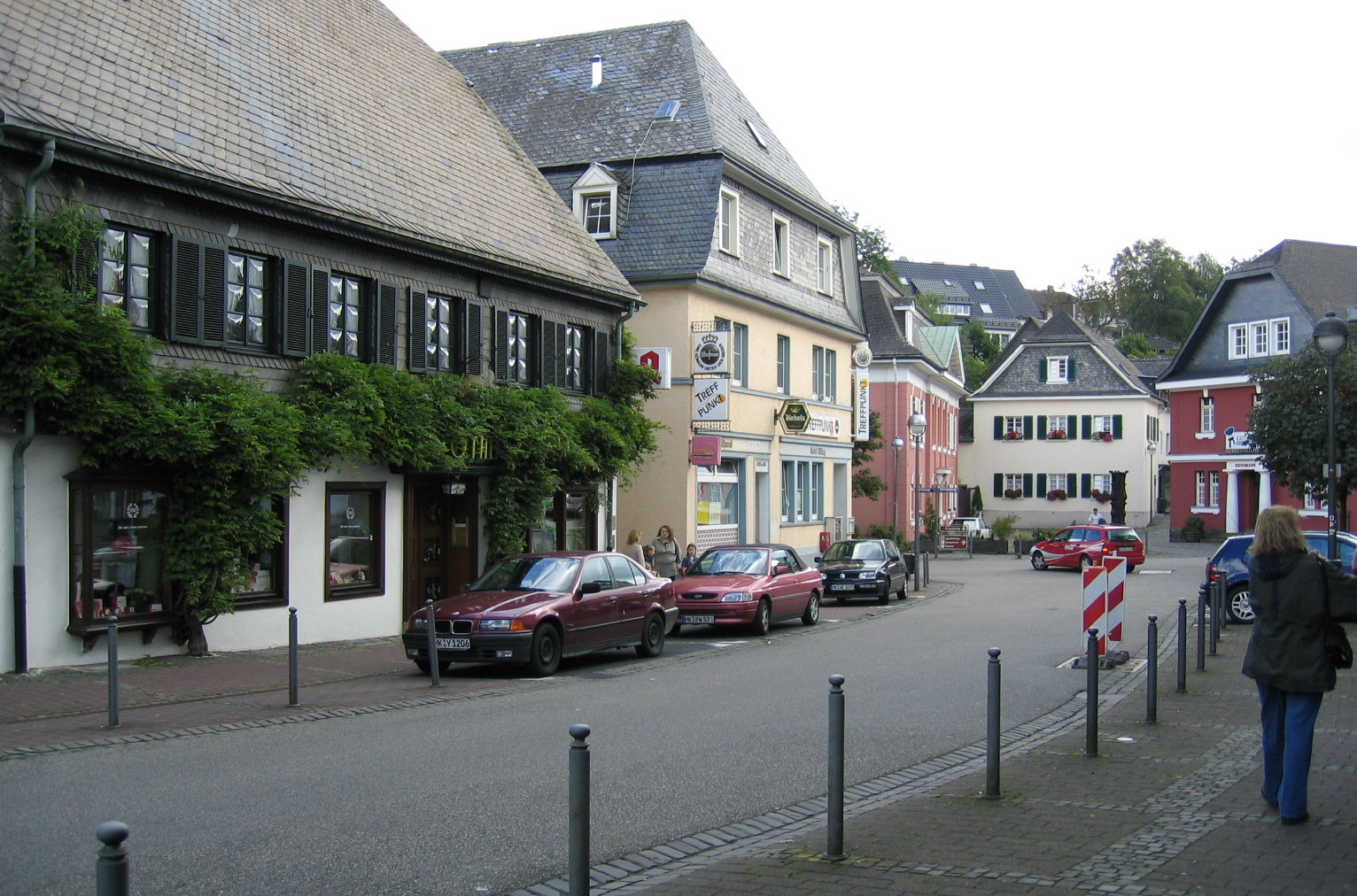
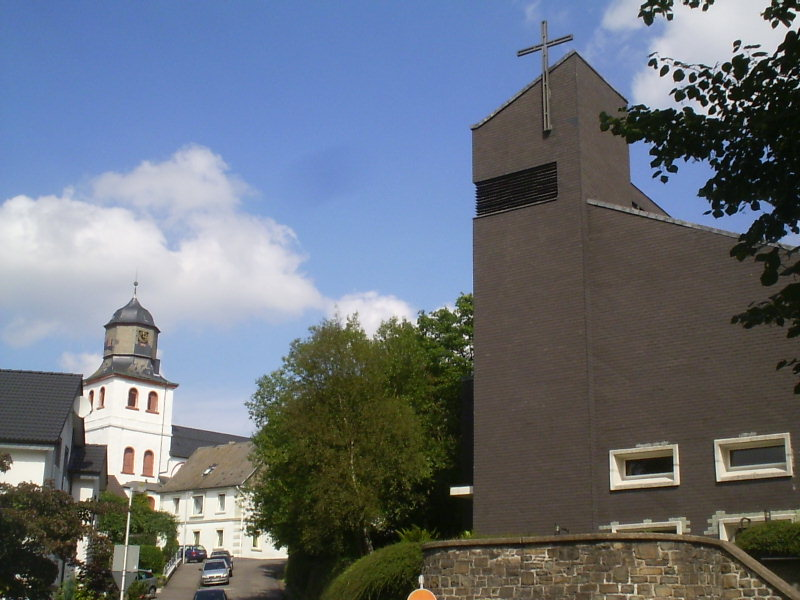
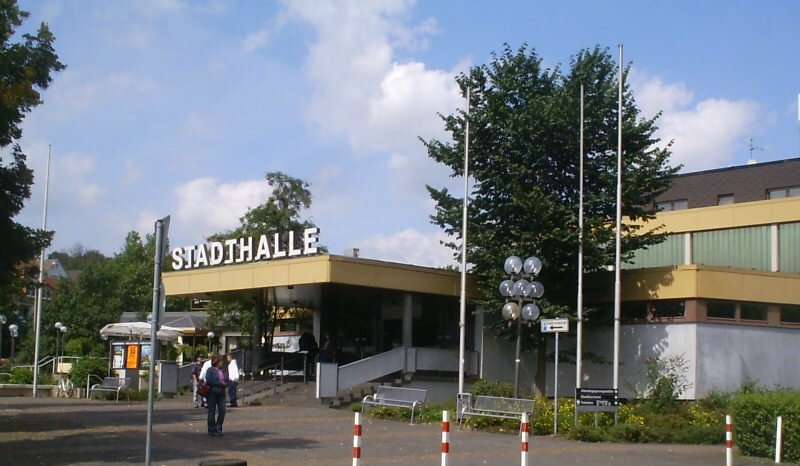
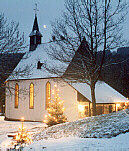
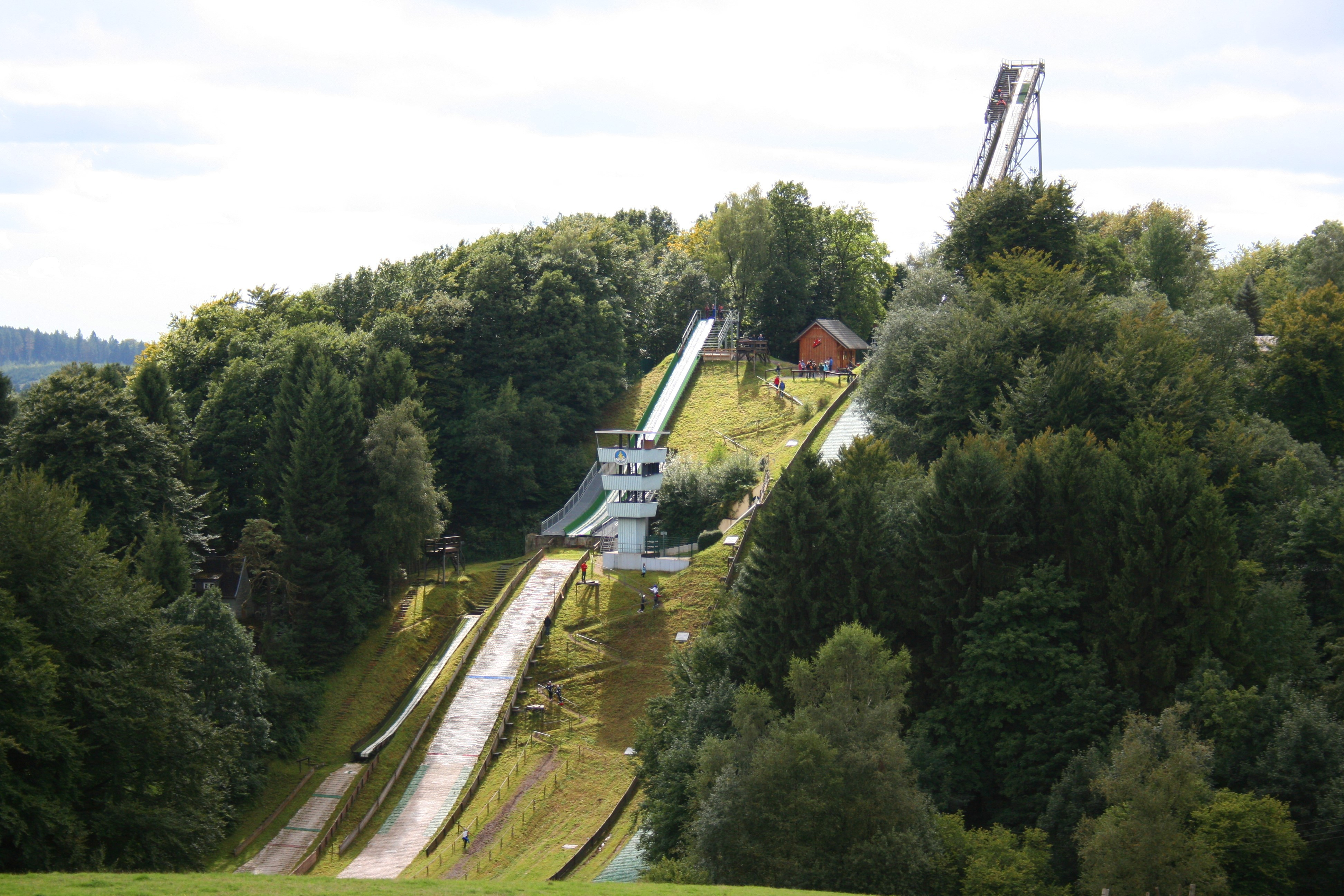